# Syngamia interrogata
Syngamia interrogata là một loài bướm đêm trong họ Crambidae.